# CNH Industrial
CNH Industrial (BIT: CNHI
, NYSE: CNHI) er en italiensk multinational fremstillingsvirksomhed, som er registreret i Storbritannien og har hovedsæde i London. CNH designer, udvikler, producerer og sælger jordbrugsredskaber og -maskiner, entreprenørmaskiner, lastbiler og andre kommercielle køretøjer, busser og gearsystemer.
Blandt koncernens mærker er Case IH, New Holland, Iveco, Steyr, Magirus og Heuliez Bus.
Selskabets omsætning var 25,778 mia Euro (2013) og der var 71.192 ansatte.

## Historie
CNH Industrial N.V. blev oprettet som selskab i november 2012 og fra og med september 2013 blev det integreret med Fiat Industrial S.p.A. og CNH Global.
Fiat Industrial blev etableret 1. januar 2011. CNH Global blev etableret i november 1999 ved en fusion af New Holland N.V. og Case Corporation.
Virksomheden er børsnoteret på New York Stock Exchange og Borsa Italiana. Aktien er en del af FTSE MIB-indekset.